# 9. U-Flottille
Die 9. Unterseebootsflottille, kurz 9. U-Flottille, war ein militärischer Verband der deutschen Kriegsmarine im Zweiten Weltkrieg.

## Geschichte
Die Flottille wurde im Oktober 1941 in Brest unter dem Kommando von Kapitänleutnant Jürgen Oesten aufgestellt und war im April 1942 einsatzbereit. Als erstes Boot traf U 213 am 20. März 1942 in Brest ein. Die Flottille bestand weitestgehend aus Booten des Typs VII. Sie hatte ihre größten Erfolge im Nordatlantik, wo zahlreiche Konvoischiffe, die sich auf dem Weg von und nach Großbritannien befanden, versenkt wurden.

Der Sägefisch: Emblem der Flottille

Das Flottillenzeichen, der lachende Sägefisch ging auf eine Figur des Zeichners Hans Kossatz zurück. Der Künstler war ein Freund des Flottillenchefs Korvettenkapitän Heinrich Lehmann-Willenbrock, der das Symbol mit in die Flottille brachte, als er im Mai 1942 das Kommando übernahm. Das Abzeichen (bekannt aus dem Film Das Boot) zierte zuvor den Turm von U 96, welches er von September 1940 bis März 1942 befehligte. Kossatz hatte den lachenden Sägefisch seinerzeit eigenhändig an den Turm gemalt.
Nachdem die Gefahr, nach der alliierten Landung in der Normandie zunahm, dass die Basis in Brest von den amerikanischen Streitkräften eingenommen werden könnte, wurden die zur Flottille gehörenden U-Boote zwischen August und September 1944 zu Stützpunkten in Norwegen verlegt. Als letztes Boot verließ U 256, mit Korvettenkapitän Lehmann-Willenbrock, am 4. September desselben Jahres die französische Basis und traf am 17. Oktober in Bergen ein. Dies war das Ende der 9. U-Flottille. Alle verbleibenden Boote wurden daraufhin in die 11. U-Flottille, die in Bergen stationiert war, eingegliedert.

## Flottillenchefs
- Oktober 1941 bis Februar 1942 – Kapitänleutnant Jürgen Oesten
- Mai 1942 bis September 1944 – Korvettenkapitän Heinrich Lehmann-Willenbrock

## Bootstypen
Anzahl der zugeteilten Boote: 84

### Eingesetzte U-Boot-Typen
| U-Boot-Typ | Boote |
| ---------- | --- |
| VII C      | U 89, U 90, U 91, U 92, U 210, U 211, U 230, U 232, U 240, U 244, U 248, U 254, U 256, U 273, U 279, U 282, U 283, U 284, U 302, U 309, U 347, U 348, U 365, U 377, U 383, U 388, U 389, U 403, U 407, U 408, U 409, U 412, U 421, U 425, U 438, U 443, U 447, U 450, U 473, U 480, U 482, U 591, U 595, U 604, U 605, U 606, U 621, U 631, U 633, U 634, U 638, U 659, U 660, U 663, U 664, U 709, U 715, U 739, U 744, U 755, U 759, U 761, U 762, U 764, U 771, U 772, U 951, U 954, U 955, U 966, U 979, U 984, U 989 |
| VII C/41   | U 293, U 296, U 317, U 997, U 1165 |
| VII D      | U 213, U 214, U 215, U 216, U 217, U 218 |